# Wonsi (métro de Séoul)
Wonsi (en coréen : 원시역) est une station terminus sud de la ligne Seohae du métro de Séoul. Elle est située sous la Sandan-ro, dans le quartier Wonsi-dong de la ville de Ansan, incluse dans la province de Gyeonggi, au sud-ouest de Séoul, en Corée du Sud.
Ouverte en 2018, la station est desservie par les rames omnibus de la ligne.

## Situation sur le réseau

Plan du réseau du métro de Séoul (2023)

La station en souterrain Wonsi est la station terminus sud de la ligne Seohae du métro de Séoul : elle est située avant la station Siu, en direction du terminus nord Ilsan.

## Histoire
La station Wonsi est mise en service le 16 juin 2018, lors de l'ouverture à l'exploitation des 22 km de la première section de la ligne Seohae, entre Sosa et wonsi le terminus sud,.

## Services aux voyageurs

### Accès et accueil
La station souterraine est située sous la Sandan-ro au 803 Wonsi-dong. Elle dispose de deux niveaux en sous-sol : voies et quais au plus profond, avec les contrôles installés sur chaqu'un des quais. Au premier sous-sol un palier intermédiaire limite la longeur des escaliers mécaniques. Deux ascenseurs permettent l'accès direct aux quais depuis la surface. Elle dispose de toilettes aménagés pour les personnes en situation de handicap.

### Desserte
Wonsi, station terminus est desservie par les rames omnibus qui circulent sur la ligne Seohae. Elle dispose de deux voies encadrées par deux quais équipés de portes palières. Le premier train, week-end et semaine, pour Ilsan est à 5h00 et pour Daegok à 5h14. Le dernier en semaine à 23h15 pour Ilsan et à 23h30 pour Daegok, et les week-end à 23h03 pour Ilsan et à 23h29 pour Daegok.

Installations
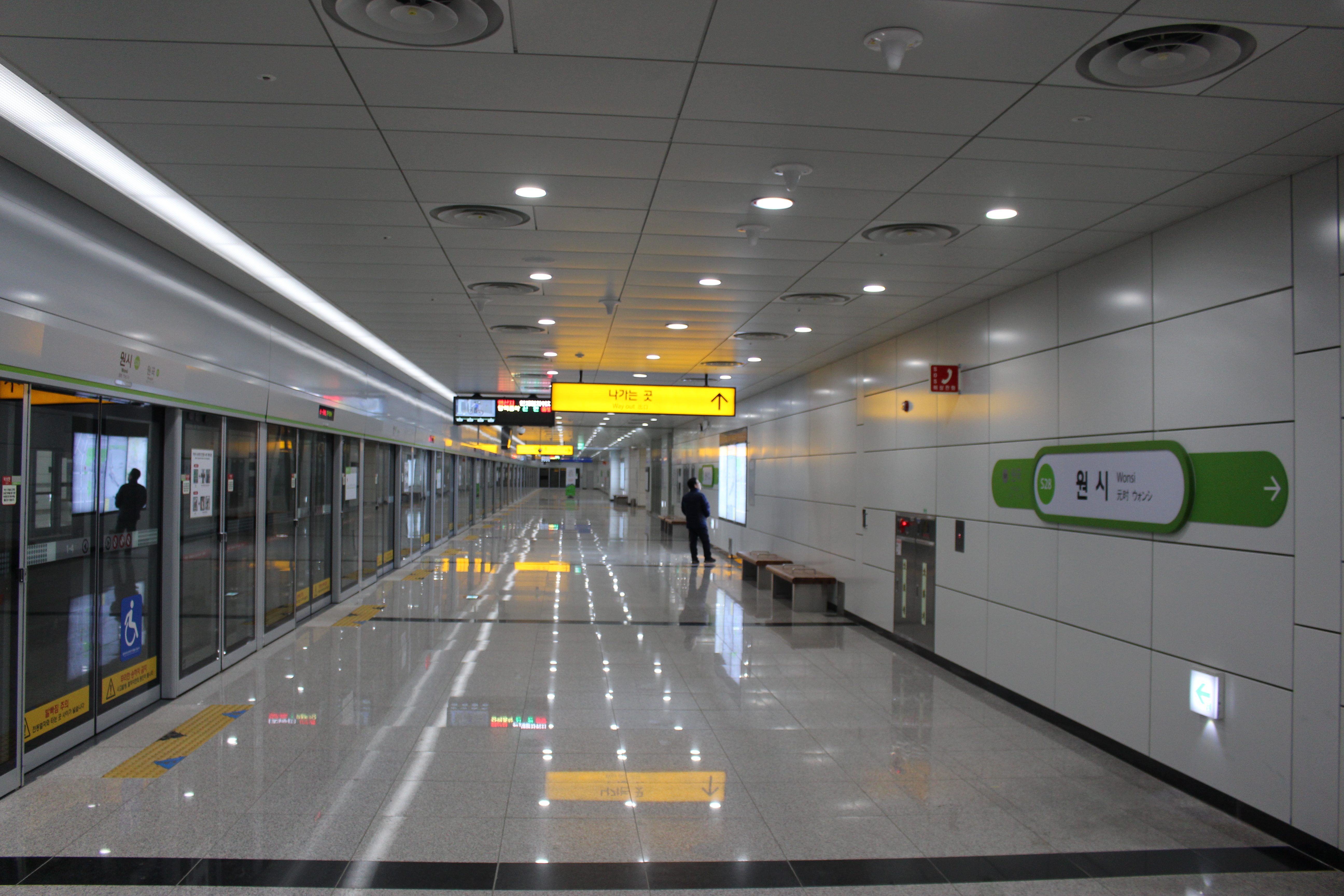
En 2018.
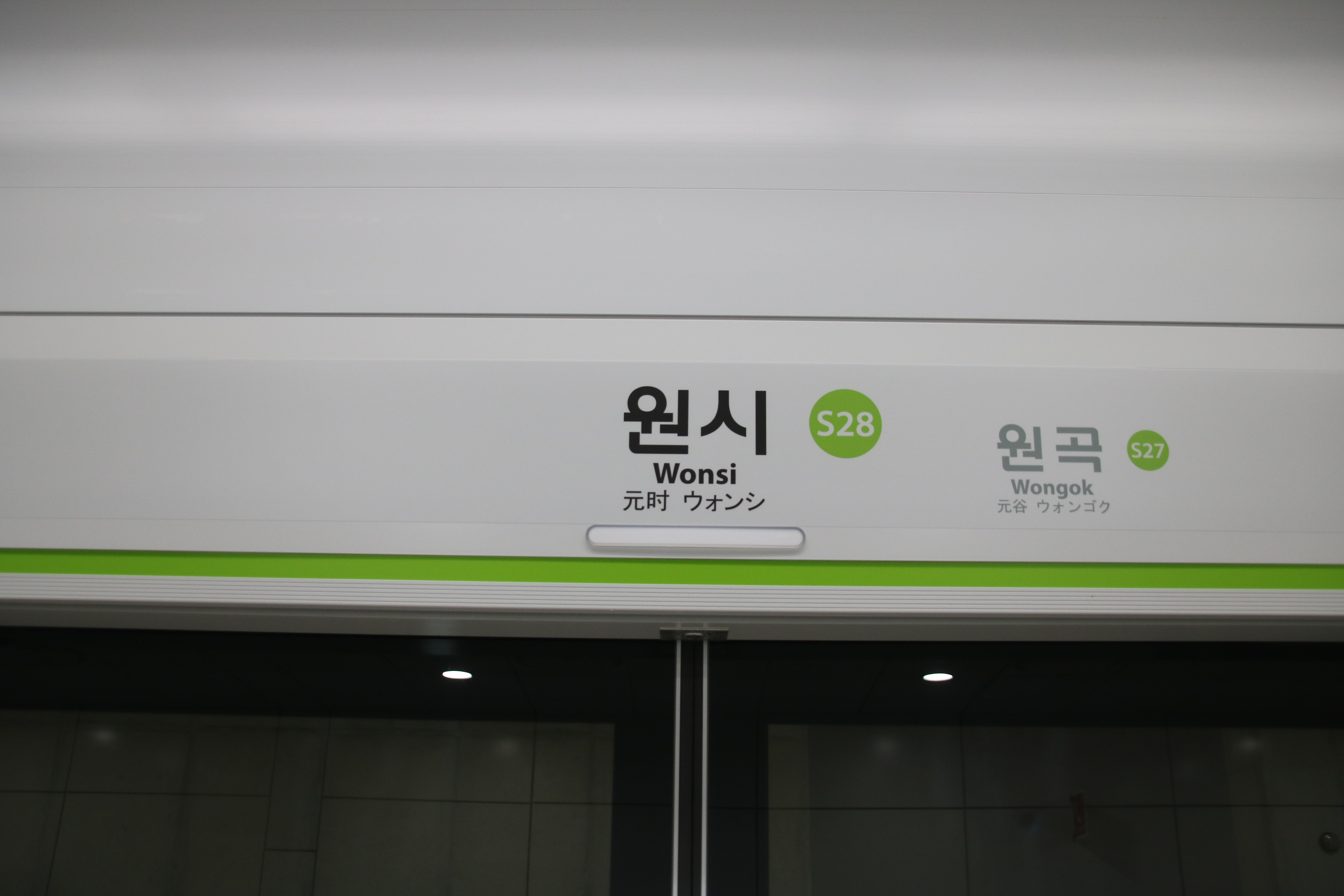
En 2018[a].
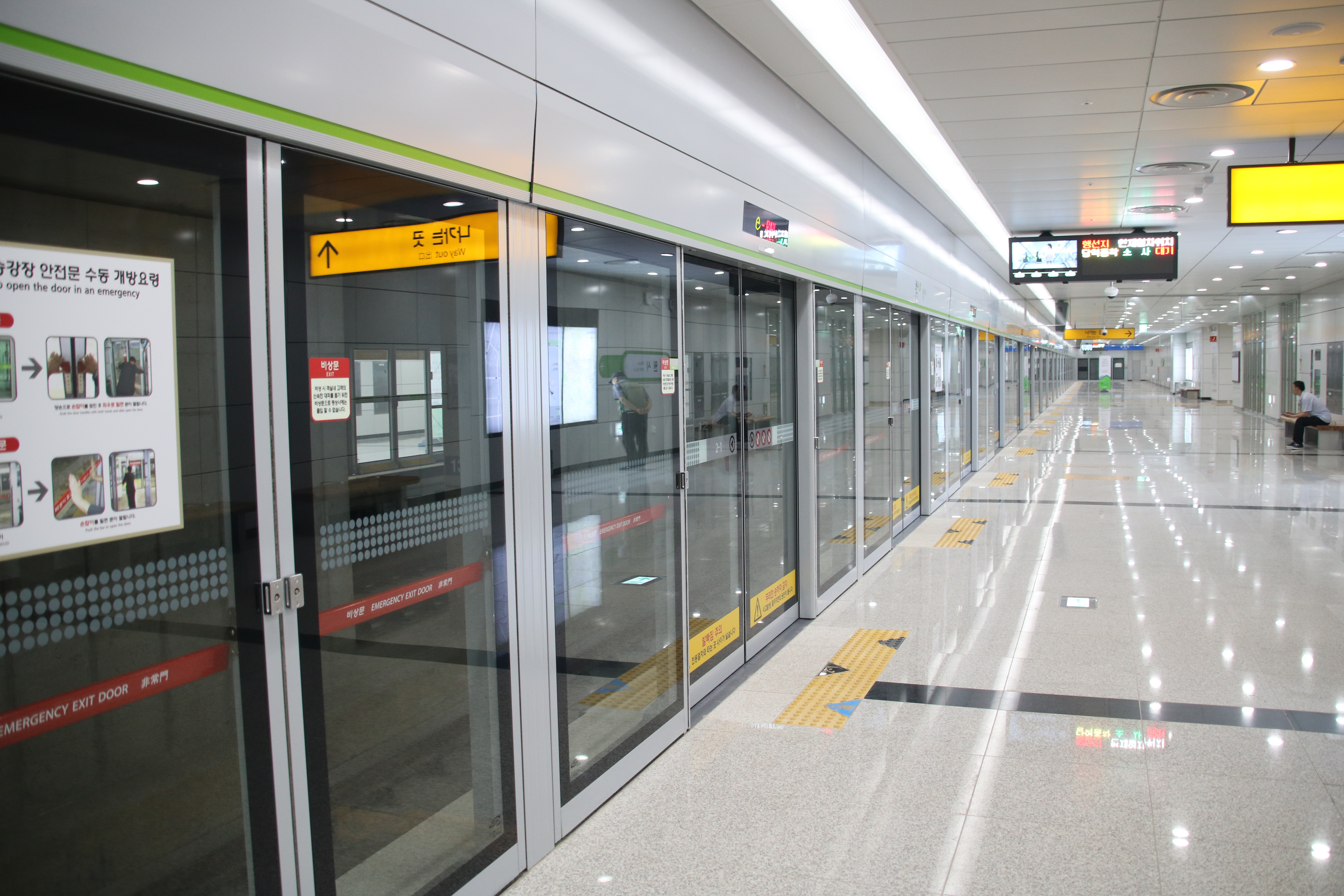
En 2018.

### Intermodalité
Des arrêts de bus sont situés à proximité.